# Alberich (mitologia)

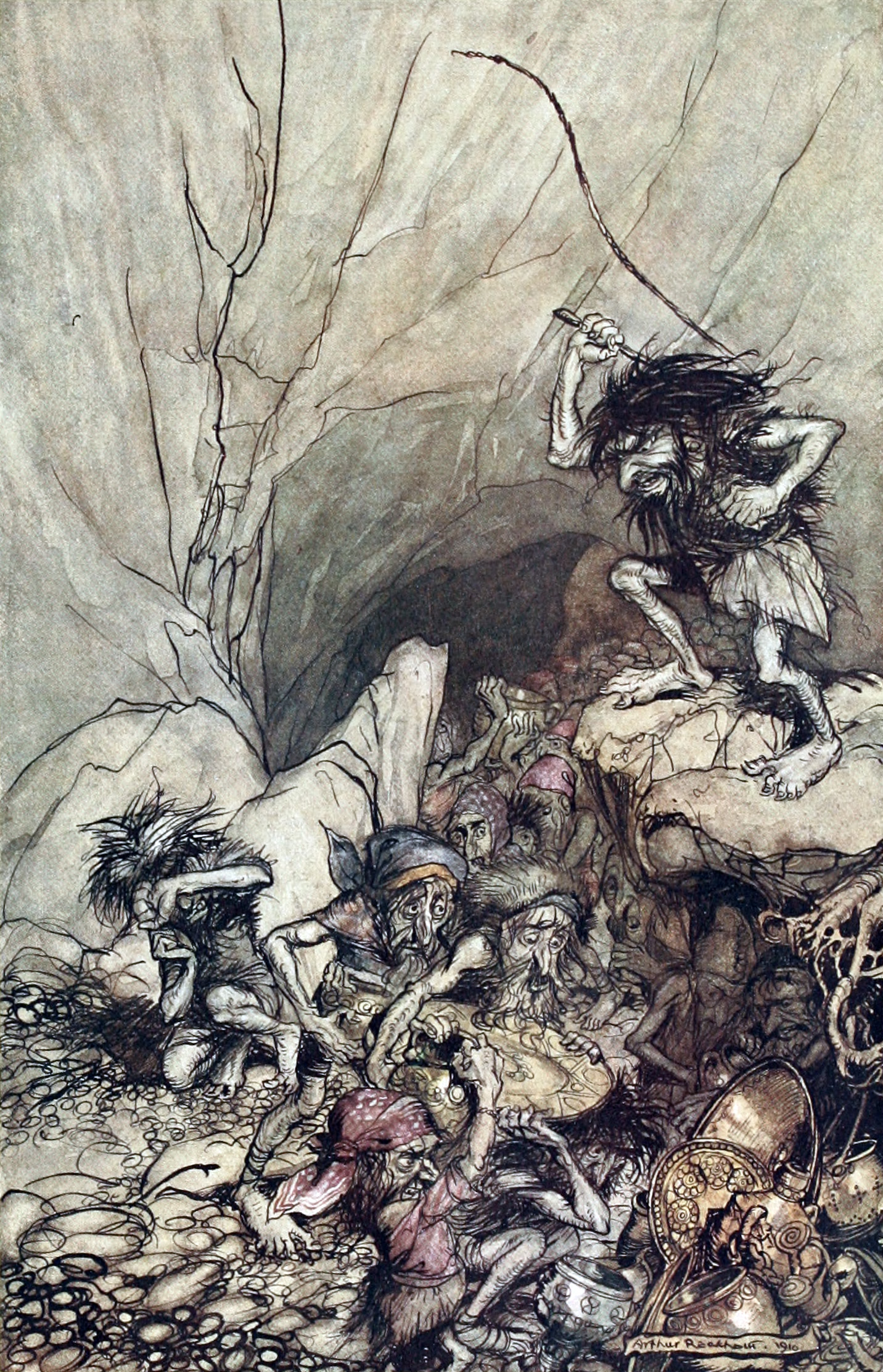
Alberich de Arthur Rackham

Alberich és un nan o un elf (segons les fonts) de la mitologia germànica i de la Dinastia merovíngia dotat de poders màgics. Era el guardià del tresor del rei dels Nibelungs, fins que va ser derrotat per Sigfrid, a qui deuria fidelitat a canvi de salvar la vida.

## Influència posterior
- Hauria originat la figura d'Oberon, el rei de les fades francès.
- Apareix a L'anell del nibelung de Wagner, com a guardià de l'anell.